# N43 (België)
De N43 is een gewestweg van Gent naar Moeskroen. Ze eindigt aan de Franse grens, waar ze aansluit  op de N350 richting Tourcoing. De weg is in totaal 58km lang. Voor het grootste deel loopt ze parallel aan de Leie. De N43 werd oorspronkelijk aangelegd in 1722 op initiatief van het kasselrij Kortrijk als de steenweg van Kortrijk naar Gent.

## Routebeschrijving
N43 (Groot-Britanniëlaan) begint op het kruispunt met de R40 in de stad Gent nabij het Bijlokehof. Van hieruit volgt de weg tramlijn 2 naar het zuiden richting Station Gent-Sint-Pieters en eindigt aan het Koningin Maria Hendrikaplein. De N43 wordt onderbroken over een afstand van 340 meter. Aan de achterkant van het station vervolgt de N43 haar weg en is bekend als de Voskenslaan. De N43 vervolgt haar weg doorheen de stad en deelt de weg met tramlijn 1. Op de rotonde De Sterre kruist de N43 met de N60 (Oudenaardsesteenweg/Krijgslaan) en de N414 (Kortrijkesteenweg). Op de derde afrit aan de rotonde gaat de N43 verder als de Kortrijksesteenweg richting Kortrijk. De N414 (Kortrijksesteenweg) naar het hart van de stad Gent vormde het oude deel van de N43.
Het aanvankelijk landelijke traject tussen Gent en Deinze veranderde aanvankelijk door de komst van bewoning en nijverheid. In de 20e eeuw vestigden zich langs dit deel van het traject verscheidene bars, danscafés, clubs en er kwam ook raamprostitutie. In de laatste decennia van de eeuw nam het aantal bordelen weer af en in de plaats kwamen kantoorgebouwen en winkelruimtes van interieur- en autozaken.
In Deinze loopt de weg door de bebouwde stadskern van Deinze en deelgemeente Astene en Petegem-aan-de-Leie. Ook in Olsene en Zulte wordt de dorpskern doorsneden. Nog verder zuidwaarts doorsnijdt de N43 het hart van Harelbeke, waarna de weg de stadskern van Kortrijk binnenloopt. Ten zuidwesten van Kortrijk loopt de N43 nog door het dorpscentrum van Aalbeke naar het Moeskroense gehucht Risquons-Tout.

## Geschiedenis

### Steenweg van Gent naar Kortrijk
In 1716 verleende Oostenrijk aan de kasselrij Kortrijk het octrooi voor de aanleg van een steenweg tussen Kortrijk en Gent. De kasselrij hoopte dat met de aanleg van een steenweg de lokale economie zou opdrijven, en zo de streek uit een economische depressie zou halen. De steenweg zou de oudere heirweg Kortrijk-Gent vervangen. 
In 1722 was de 'Gentse kalseide' of 'Kortrijkse kalseide' klaar. Het was een van de eerste echte steenwegen in Vlaanderen.  De weg was uitgevoerd als een rechte en brede baan. Omschreven als 'een quasi op zichzelf staande verbindingslijn, een stang in een eerder organisch gegroeid territorium'  door historicus Léopold Genicot. Het maakte het mogelijk om de weg van Kortrijk naar Gent zowel in de winter als in de zomer met paard af te leggen in één dag.
De nieuwe steenweg kreeg al gauw navolging door andere lokale besturen die een netwerk van steenwegen op touw zouden zetten.

### Rijksweg N46
In de beginjaren van de Belgische staat werd de Kortrijkse steenweg of Gentse steenweg hernoemd tot de N46. Later werd de weg uitgebreid van Kortrijk tot Moeskroen.
In de loop van de 18e en 19e eeuw ontstonden langs de weg verschillende herbergen en afspanningen, die de aanzet gaven tot het ontstaan van nieuwe gehuchten. In de 20e eeuw werd de weg meermaals verbreed en verdwenen de kasseien en de bomen langs de weg.
De steenweg was lang een belangrijke verkeersader tussen Gent en Kortrijk. Dit belang nam echter sterk af met de aanleg van de snelweg E3 (later E17) in de jaren 1970.

## Straatnamen
In de verschillende gemeenten is de weg vaak een opvolging van verschillende straten, met verschillende straatnamen. De N43 heet achtereenvolgens:
| Gent - Groot-Brittanniëlaan - Koning Albertlaan - Koningin Maria Hendrikaplein - Voskenslaan - Kortrijksesteenweg Sint-Martens-Latem - Kortrijksesteenweg - Xavier De Cocklaan Deinze - Emiel Clauslaan - Dorpsstraat - Kapellestraat - Gentsesteenweg - Gentstraat - Kortrijkstraat - Kortrijksesteenweg Zulte - Rijksweg - Grote Steenweg - Staatsbaan | Waregem - Gentseweg - Kortrijkseweg Harelbeke - Gentsesteenweg - Gentsestraat - Marktstraat - Kortrijksestraat - Kortrijksesteenweg Kortrijk - Gentsesteenweg - Aalbeeksesteenweg - Pottelberg - Torkonjestraat - Moeskroensesteenweg - Risquons-Toutstraat Menen - Gentstraat Moeskroen - Chaussée de Gand / Gentsesteenweg - Chaussée de Lille / Rijselsteenweg |

## Trivia
- De steenweg werd oorspronkelijk tussen Kortrijk en Harelbeke aan weerszijden beplant met lindebomen. Daarom stond de Gentsesteenweg van Harelbeke tot Kortrijk lang bekend als 'onder de bomen' of 'onder de linden'. De bomenrij sneuvelde tijdens de oorlogswinter van 1944-45 door de bewoners die het hout gekapt hadden om de koude te doorstaan. De bomenrij werd nooit heraangeplant.[3][4]